# Heteroconis africana
Heteroconis africana är en insektsart som beskrevs av Monserrat och Díaz-aranda 1988. Heteroconis africana ingår i släktet Heteroconis och familjen vaxsländor. Inga underarter finns listade i Catalogue of Life.